# 4 juillet 1954
Le dimanche 4 juillet 1954 est le 185e jour de l'année 1954.

## Naissances
- Ba Ge, acteur taïwanais
- Frédéric Compain, réalisateur français
- Ignaz Berndaner, joueur de hockey sur glace allemand
- Larry Van Kriedt, musicien américain
- Lee Chang-dong, réalisateur, scénariste et romancier sud-coréen
- Martha Lucía Ramírez de Rincón, femme politique colombienne
- Max Hürzeler, cycliste suisse
- Moshe Vardi, informaticien américain
- Władysław Olejnik, lutteur polonais

## Décès
- Auguste Dutreux (né le 1er mars 1873), industriel du Luxembourg
- Lucia Ripamonti (née le 26 mai 1909), religieuse italienne

## Événements
- Fin de la coupe du monde de football de 1954
- Victoire de Juan Manuel Fangio sur Mercedes au Grand Prix automobile de France